# Relaksyna

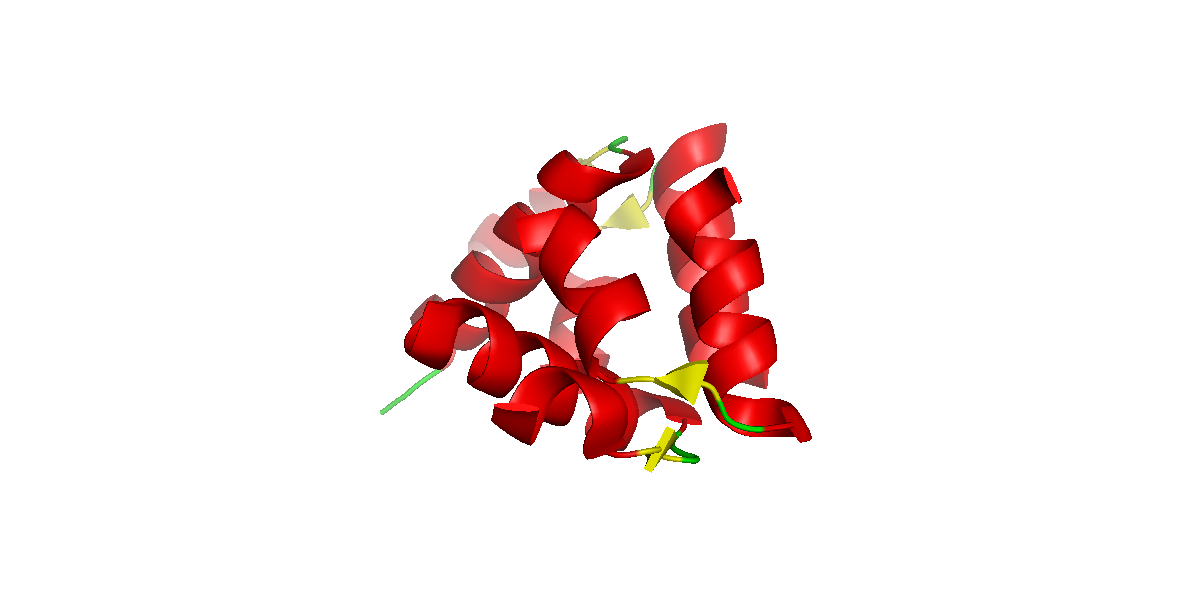
Model wstążkowy relaksyny

Relaksyna – polipeptydowy hormon produkowany przez ciałko żółte i doczesną (u kobiet) oraz prostatę (u mężczyzn). Wpływa hamująco na skurcze mięśni macicy i rozluźniająco na spojenie łonowe w czasie porodu. Zarówno u mężczyzn jak i u kobiet odpowiada za wzmaganie uczucia pragnienia.
Działanie relaksyny podczas porodu:
- jej prekursor jest wytwarzany w czopie śluzowym macicy
- wydzielana jest przez jajnik i łożysko
- zmniejsza spontaniczne skurcze macicy
- rozluźnia więzadła maciczne ułatwiając poród
- zmniejsza napięcie mięśnia szyjki macicy, co ułatwia jej rozciągnięcie podczas przechodzenia dziecka
- zwiększa syntezę glikogenu i wychwyt wody przez mięśniówkę macicy